# Christopher Herbert
Christopher William Herbert, né le 7 janvier 1944 à Lydney, est un ecclésiastique anglican britannique. Il est évêque de St Albans de 1996 à 2009.

## Jeunesse
Herbert est né le 7 janvier 1944 à Lydney dans la forêt de Dean. Son père dirige l'entreprise familiale de transport routier, mais est également très fier de ses racines en tant que fondeur dans une usine sidérurgique locale .
Herbert fait ses études à l'école de Monmouth et continue à suivre les études bibliques et la philosophie à l'Université du Pays de Galles, Lampeter. Il étudie pour le ministère ordonné au Wells Theological College, et obtient également un certificat de troisième cycle en éducation à l'Université de Bristol.

## Ministère ordonné
Herbert est ordonné en 1967 et de 1967 à 1971 est vicaire adjoint à St Paul's, Tupsley, Hereford, et maître adjoint à l'école Bishop's à Tupsley. De 1971 à 1976, il est conseiller en éducation religieuse et, de 1976 à 1981, directeur de l'éducation pour le diocèse de Hereford. De 1981 à 1990, il est vicaire de St Thomas on the Bourne, près de Farnham, Surrey. Il est nommé directeur de la formation post-ordination et chanoine honoraire de la Cathédrale de Guildford avant de devenir archidiacre de Dorking en 1990.
Nommé évêque de St Albans en 1995, il est consacré par George Carey, archevêque de Cantorbéry, à la cathédrale de Southwark le 17 novembre 1995, avant d'être intronisé et installé à la cathédrale de St Albans le 20 janvier 1996. Au cours de son mandat d'évêque diocésain, il est président du Conseil des chrétiens et des juifs et membre d'un comité restreint des lords qui examine un projet de loi d'initiative parlementaire relatif à l'euthanasie et au suicide assisté. Pendant ce temps, il reçoit des doctorats honorifiques des universités du Hertfordshire et du Bedfordshire, et son propre doctorat de l'Université de Leicester en 2008 .
Herbert prend sa retraite de son poste d'évêque de St Albans le 7 janvier 2009, jour de son 65e anniversaire.

## Ouvrages
- La nouvelle création: un projet dramatique pour les études intégrées (Religious Education Press, 1971) (ISBN 0-08-016601-6)
- Un endroit pour rêver - une nouvelle façon de regarder les églises et les cathédrales, avec John Hencher (Church Information Office, 1976) (ISBN 0-7151-0352-0)
- St Paul's: a place to dream - une nouvelle façon de regarder la cathédrale Saint-Paul (Friends of St Paul's, 1982) (ISBN 0-902566-01-6)
- The Edge of Wonder (anthologie) (Bureau d'information de l'église, 1981) (ISBN 0-7151-4750-1)
- Écouter les enfants : une nouvelle approche de l'éducation religieuse dans les années primaires, avec Mary Ellison (Church Information Office, 1983) (ISBN 0-7151-0412-8)
- Sur la route (les débuts) ( Société biblique, 1984) (ISBN 0-564-07053-X)
- Soyez ma vision: Journal de prière ( Collins, 1985) (ISBN 0-00-599888-3)
- Ce jour le plus incroyable (anthologie) (Church House Publishing, 1986) (ISBN 0-7151-0431-4)
- La question de Jésus, avec Colin Alves et Alan Dale (Church House Publishing, 1987) (ISBN 0-7151-0434-9)
- Vivant pour Dieu (Collins, 1987) (ISBN 0-00-599998-7)
- Chemins vers la prière (Church House Publishing, 1987) (ISBN 0-7151-0445-4)
- Aide dans votre deuil (Collins, 1988. ) (ISBN 0-00-599971-5)
- Prières pour les enfants (anthologie) Société nationale, 1993) (ISBN 0-7151-4816-8)
- Prières de poche (anthologie) (Church House Publishing, 1993) (ISBN 0-7151-4039-6)
- The Prayer Garden: une anthologie de prières d'enfants (HarperCollins, 1994) (ISBN 0-551-02812-2)
- Words of Comfort (anthologie) (National Society / Church House Publishing, 1994) (ISBN 0-7151-4941-5)
- A Little Prayer Diary (réédition de Be Thou My Vision ) (HarperCollins, 1996) (ISBN 0-00-628019-6)
- Pocket Prayers for Children (anthologie, illustrée par Christina Forde) (National Society/Church House Publishing, 1999) (ISBN 0-7151-4911-3)
- Pocket Prayers: the classic collection (anthologie) (Church House Publishing, 2009) (ISBN 0-7151-4193-7)
- Prières de poche pour les navetteurs (anthologie) (Church House Publishing, 2009) (ISBN 0-7151-4194-5)